# Pedro Estevan
Pedro Estevan, né en 1951 à Sax (province d'Alicante), est un percussionniste espagnol autant versé dans la musique médiévale ou baroque, que les musiques du monde.
Il a étudié la percussion au Conservatoire de Madrid, puis à Aix-en-Provence avec Sylvio Gualda. il s'est également formé auprès de Doudou Ndiaye Rose et de Glen Velez.
Il est membre fondateur du « Groupe de Percussions de Madrid », et joue avec l'Orchestre national d'Espagne, la Radio Télévision espagnole, l'Orchestre symphonique de Madrid, Gulbenkian, l'Orchestre du XVIIIe siècle, l’orchestre Reine Sophie, Koan, les Sacqueboutiers de Toulouse, Paul Winter Consort, Camerata Iberia, Anleut Música, Ensemble La Romanesca, le Chœur de chambre Accentus, Sinfonye, La Real Cámara, l'Ensemble baroque de Limoges et Hespèrion XXI, Le Concert des Nations, The Harp Consort, SEMA, Rarafonâa, Grupo Círculo, Orquesta de las Nubes, PAN-KU Percusión.
Il a composé la musique d'Alesio et La Gran Sultana, du film Le Miracle de P. Tinto. et est directeur musical de El Caballero de Olmedo de Lluís Pasqual (es).